# Bar à oxygène

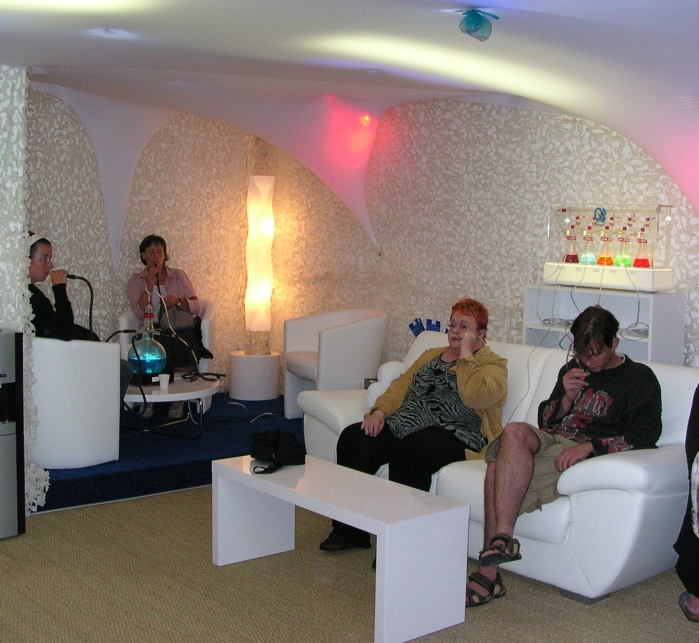
Intérieur d'un bar à oxygène

Un bar à oxygène est un dispositif (bar, narguilé ou fontaine) et par extension un établissement qui propose aux consommateurs de l'oxygène à usage récréatif, associé à des arômes ou des huiles essentielles. 
Il a été utilisé comme accessoire au cinéma par les producteurs dans des films d'anticipation comme Chrysalis avec Albert Dupontel et est pas mal utilisé sous la forme de narguilé (oxygène aspiré par la bouche et non plus simplement inhalé). 
De plus en plus utilisé dans la vie courante, il participe aujourd'hui à la lutte contre certaines addictions comme l'alcool  ou le tabac par exemple. 

## Description
L'oxygène concentré barbote dans des solutions aromatiques avant d'atteindre les narines de l'utilisateur. Le concept vient des États-Unis et d'Asie où on l'utilise depuis la fin des années 1990, en complément d'arômes de qualité alimentaire. Aujourd'hui, certains bars utilisent des huiles essentielles aromatiques ou biologiques pour leurs vertus antiseptiques. Par suite, le consommateur peut profiter de l'oxygénothérapie et de l'aromathérapie en simultané.